# Lukas Piano
Lukas Piano (* 22. Februar 1994, bürgerlich Lukas Moeller bzw. Lukas Möller), ehemals Young Piano, ist ein deutscher Pianist und Hip-Hop-Produzent aus Lauterbach. Er ist unter anderem durch seine Produktionsbeteiligungen für die Rapper Bushido und Samra bekannt geworden. 

## Leben und Karriere
Bushido und dessen damaliges Signing Shindy waren auf Moeller aufmerksam geworden, nachdem dieser einige Songs von Shindys Album NWA (2013) auf dem Klavier gecovert und ins Internet gestellt hatte. 2014 war Moeller an der Produktion von vier Songs auf dem goldprämierten Bushido-Album Sonny Black sowie an dem Disstrack Leben und Tod des Kenneth Glöckler beteiligt.
2016 ging er als Support mit der Sängerin Namika auf Tour.
Seit 2019 ist er einer der Stammproduzenten des Berliner Rappers Samra. Er produziert regelmäßig für Samra sowie weitere Künstler die bei dessen Label Cataleya Edition unter Vertrag stehen. Der von Moeller produzierte Song Harami von Samra erreichte 2019 die Spitzenposition der Charts in Österreich und der Schweiz. 
Er studierte Lehramt.
Er lebt in Berlin.

## Beteiligungen (Auswahl)
- 2013: Bushido – Leben und Tod des Kenneth Glöckler
- 2014: Bushido – Sonny Black (Album, 4 Beteiligungen)
- 2018: Bushido – Mythos (Album, 11 Beteiligungen)
- 2019: Samra – Instinkte
- 2019: Samra – Harami
- 2019: Samra – Shoote ma Shoote
- 2019: Samra – Marlboro rot
- 2019: Samra & Capital Bra – Berlin lebt 2 (Album, 5 Beteiligungen)
- 2020: Samra – Jibrail & Iblis (Album, 19 Beteiligungen)
- 2020: Samra feat. Lune – Cr1minel
- 2020: Samra – Lebst du noch
- 2021: Samra – Rohdiamant (Album, 13 Beteiligungen)
- 2021: Anonym – Magazin
- 2021: Anonym – Hell
- 2021: Samra – Draufgängerjunge
- 2021: Samra – Canada Goose
- 2021: Bojan feat. KC Rebell & Lune – Wohin
- 2022: Samra, Anonym & Bojan – Cataleya Ed1tion (Album)
- 2022: Samra – Augen wieder rot
- 2022: Samra – Penthousedach
- 2022: Samra & AK Ausserkontrolle – Macht
- 2023: Samra – 1995
- 2023: Bojan feat. Ngee – Schwarz
- 2023: Samra, Lacrim x Accaoui – Zanka
- 2024: Samra – Geständnis
- 2024: Samra – Wenn du mich siehst